# Período Asuka
O Período Asuka (飛鳥時代, Asuka jidai), foi um período da história do Japão que durou de 538 a 710 d.C. (ou 596 a 645 d.C.), com o seu início coincidindo com o do período anterior (período Kofun). A organização política do período Yamato evoluiu muito durante o período Asuka, que recebeu o nome da região de Asuka, cerca de 25 quilômetros ao sul da atual cidade de Nara.
O período Asuka é também conhecido por suas significativas transformações sociais e políticas, tendo suas origens no final do período Kofun, além de ter sido muito influenciado pela chegada do budismo da China através da Península Coreana. A introdução do budismo causou grandes mudanças na sociedade japonesa. O período Asuka também é marcado pela mudança do nome do país, de Wa (倭, Yamato) para Nihon (日本, Japão).
Quanto às artes, o período pode ser dividido em dois períodos diferentes, o período Asuka (até a Reforma Taika), no qual influências da cultura budista vieram do norte de Wei através dos Três Reinos da Coreia, e o período Hakuho (após Reforma de Taika), no qual apareceram mais influências das dinastias Sui e Tang.

## Origem do Nome
O termo "período Asuka" foi o primeiro a ser usado para descrever um período na história das belas artes e arquitetura japonesas. Ele foi proposto por estudiosos de belas artes Sekino Tadashi (関野貞) e Okakura Tenshin, por volta de 1900. Para Sekino, o final do período Asuka coincide com a Reforma Taika, em 646 d.C.. Por outro lado, para Okakura, o período Asuka termina com a transferência da capital para o Palácio Heijo de Nara. Apesar dos historiadores geralmente usarem a datação de Okakura, muitos historiadores de artes e arquiteturas preferem a datação de Sekino e usam o termo "Período Hakuho (白鳳時代)" para se referirem ao período posterior.

## A Organização Política Yamato
A organização política Yamato, que emergiu no final do século V, distingue-se por poderosos clãs e grandes famílias, incluindo seus dependentes. Cada clã era liderado por um patriarca que realizava rituais sagrados para o kami do clã para assegurar a sua prosperidade.  Os membros do clã formavam a aristocracia, enquanto a linhagem real que era controlada pela Corte Yamato estava em seu topo. As lideranças locais do Yamato emergiram para se tornar a dinastia Imperial no começo do período Asuka. O período Asuka, como uma sub-divisão do período Yamato (大和時代, Yamato-jidai), é o primeiro período da história do Japão em que o Imperador governo relativamente sem contestação a partir da atual província de Nara, conhecida na época como Província de Yamato.
A corte Yamato, concentrada na região de Asuka, exerceu seu poder sobre os clãs de Kyushu e Honshu, concedendo títulos, alguns hereditários, para os chefes dos clãs. O nome Yamato tornou-se sinônimo de todo o Japão, visto que o Yamato suprimiu os clãs e adquiriu terras aráveis.  Baseando-se no modelo chinês (incluindo a adoção da linguagem escrita chinesa), eles começaram a desenvolver uma administração central e uma corte imperial com a participação de chefes de clãs subordinados, embora não tivessem uma capital fixa. Em meados do século VII, as terras passaram para o domínio público, sujeito ao governo central. A unidade administrativa básica do sistema Gokishichidō era o país, enquanto a sociedade era organizada em grupos de ocupação. A maior parte da população era composta de fazendeiros, mas também existiam pescadores, tecelões, oleiros, artesãos, ferreiros e especialistas em rituais.

## O Clã Soga e o Shotoku Taishi

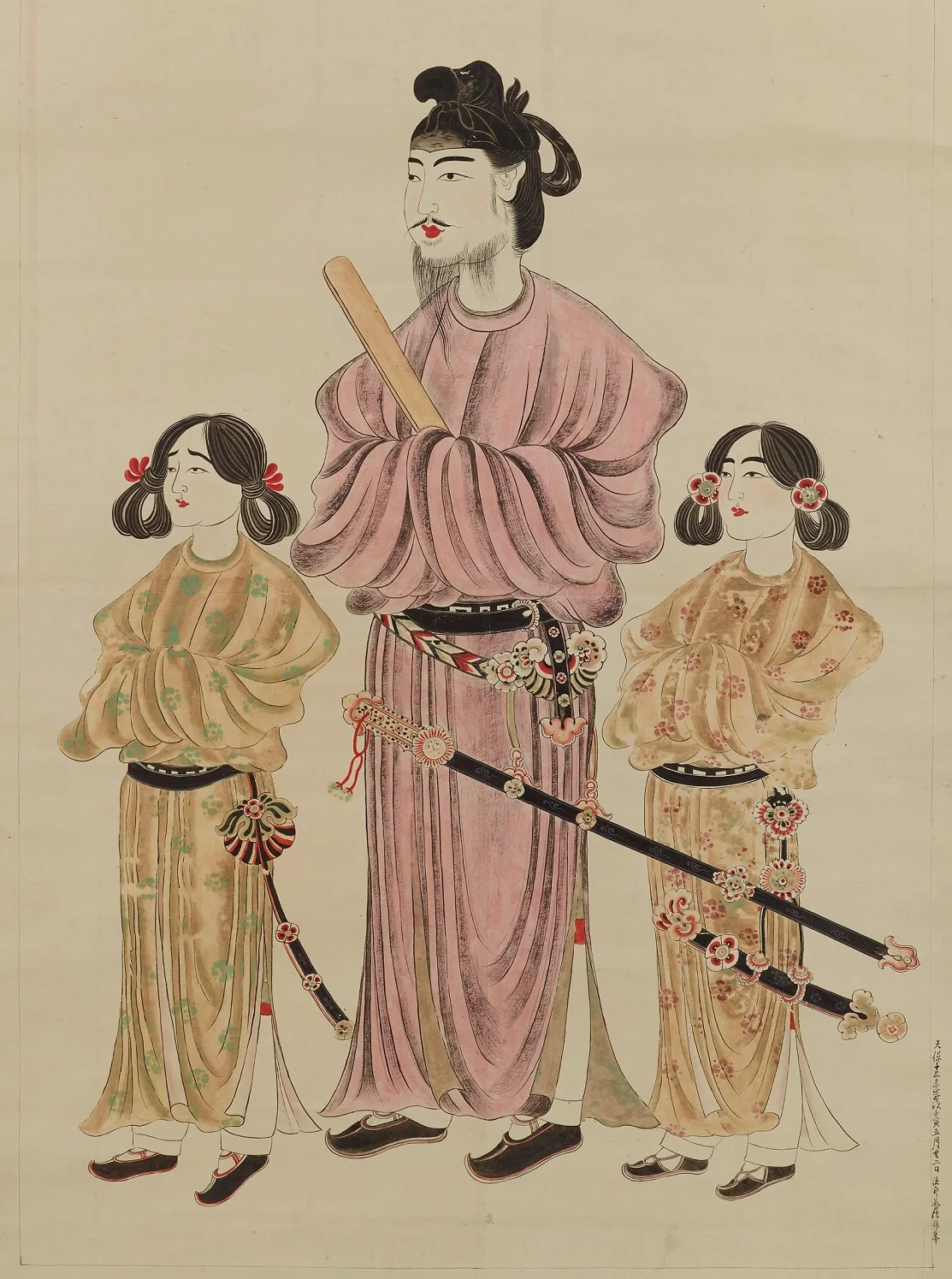
Tohon Miei, Pintura do príncipe Shōtoku e seus dois filhos

O clã Soga conseguiu criar uma relação com a família imperial japonesa através de casamentos, e em 587 d.C., Soga no Umako, o líder Soga, era poderoso o suficiente para instalar seu sobrinho como imperador e mais tarde o assassinou e o substituiu pela Imperatriz Suiko (593-628). Suiko, a primeira de oito imperatrizes soberanas, era apenas uma figura decorativa de Umako e do Príncipe Regente Shotoku Taishi (574-622).
Shotoku, reconhecido como um grande intelectual do período da reforma, era um devoto budista e conhecedor da literatura chinesa. Ele foi influenciado pelos princípios Confucianos, incluindo o Mandato do Céu, que sugeria que o soberano governava pela vontade da força suprema. Sob o comando de Shotoku, os modelos confucianos de classes sociais e etiqueta foram adotados, enquanto sua Constituição dos dezessete artigos prescrevia modos de trazer harmonia para uma sociedade caótica, em termos confucianos.
Além disso, Shotoku adotou o calendário chinês, desenvolveu um sistema de rotas de comércio (o acima mencionado Gokishichidō), construiu inúmeros templos budistas, teve crônicas sobre a corte imperial compiladas, enviou estudantes para a China para estudarem o budismo e o confucionismo, além de ter enviado Ono no Imoko para a China como um embaixador (遣隋使, Kenzuishi).
Seis missões de emissários, monges e estudantes foram enviadas para a China no século XVII. Alguns permaneceram por doze anos ou mais; muitos dos que retornaram tornaram-se proeminentes reformistas. O envio de tais estudiosos para aprenderem o sistema político chinês mostrou mudanças significativas das comissões enviadas no período Kofun, no qual os cinco reinos de Wa mandaram representantes para aprovarem seus domínios.
Em um movimento que desagradou os chineses, Shotoku se dirigiu ao imperador chinês com igualdade ao enviar uma correspondência oficial na qual dizia
"Do Filho do Céu na Terra do Sol Nascente para o Filho do Céu na Terra do Sol Poente."
Alguns defendem que esse passo ousado de Shotoku abriu um precedente – o Japão nunca mais aceitou um status de "subordinado" em suas relações com a China, exceto com Ashikaga Yoshimitsu, que aceitou certas relações com a China, no século XV. Como resultado, nesse período o Japão era um estado que não recebia nenhum título das dinastias chinesas mas pagavam tributos (有貢無封, yūkō-mufū). Do ponto de vista chinês, a classe ou posição do Japão rebaixada em comparação com os séculos anteriores, quando os reis recebia títulos. Por outro lado, o Japão estreitou as relações políticas com a China e consequentemente estabeleceu extraordinárias relações culturais e intelectuais.

## A Reforma Taika e o sistemaritsuryo

### Reforma Taika
Cerca de vinte anos após as mortes de Shotoku Taishi (em 622), Soga no Umako (em 626) e a Imperatriz Suiko (em 628), intrigas na corte sobre a sucessão levaram a um golpe de estado em 645 contra o clã Soga, que monopolizava o controle do governo. A revolta foi liderada pelo Príncipe Naka no Oe e Nakatomi no Kamatari, que tomou o controle da corte das mãos da família Soga e introduziu a Reforma Taika. A era japonesa correspondente aos anos de 645 a 649 d.C. era chamada de Era Taika, referindo-se à Reforma e significando "grande mudança". A revolta que levou à Reforma Taika é comumente chamada de Incidente de Isshi, referindo-se ao ano do calendário chinês no qual o golpe ocorreu, em 645.
Apesar de não constituir um código legal, a Reforma Taika instituiu uma série de reformas que estabeleceram o sistema ritsuryo, que trazia mudanças sociais, fiscais e administrativas, entre os séculos VII e X. O Ritsu (律) foi um código de leis penais, enquanto o ryō (令) foi um código administrativo. Combinados, os dois termos descreviam um sistema de leis patrimoniais baseado em um código legal elaborado que emergiu da Reforma Taika.
A Reforma Taika, influenciada pelas práticas chinesas, começou com a redistribuição de terras, visando a extinção do sistema de propriedade vigente dos grandes clãs e de seu controle sobre os domínios e os grupos ocupacionais. O que antes era chamado de "terras provadas e povo privado" tornou-se "terras públicas e povo público" (公地公民, kochi komin), com a corte agora almejando o controle de todo o Japão e um povo mais próximo às questões sobre o trono. A terra não era mais hereditária, mas sim revertida para o estado depois da morte de seu proprietário. Impostos eram cobrados sobre colheitas e sobre seda, algodão, tecidos, linhas e outros produtos. Um imposto sobre o trabalho (Corveia) foi instituído para o recrutamento militar e construção de obras públicas. Os títulos hereditários dos líderes dos clãs foram abolidos e três ministros deveriam ser nomeados para aconselhar o imperador:
- O Sadaijin, ministro da esquerda;
- O Udaijin, ministro da direita;
- O Daijō Daijin, o chanceler do reino.

O país foi dividido em províncias lideradas por governadores indicados pela corte e as províncias foram divididas em distritos e vilas.
Naka no Oe assumiu o título de príncipe herdeiro, enquanto a Kamatari foi concedido um novo nome de família – Fujiwara – em reconhecimento a seus grandes serviços à família imperial. Fujiwara no Kamatari tornou-se o primeiro de uma longa linhagem de aristocratas da corte. Outra grande mudança importante foi a utilização do nome Nihon (日本), às vezes Daí Nippon (Grande Japão) em documentos diplomáticos e crônicas. Em 662, seguindo os reinados do tio e mãe de Naka no Oe, ele assumiu o trono como Imperador Tenji, levando o título adicional de Imperador do Japão. Esse novo título foi concebido para melhorar a imagem do clã Yamato e enfatizar as origens divinas da família imperial, visando mantê-lo acima dos desgastes políticos, como o que ocorreu com o clã Soga. Dentro da família imperial, no entanto, as brigas pelo poder continuaram pois o irmão e filho disputaram o trono na Guerra Jinshin. O irmão, que mais tarde reinou como Imperador Tenmu, consolidou as reformas de Tenji e o poder do estado na corte imperial.

### SistemaRitsuryo
O sistema ritsuryo foi codificado em algumas fases. O Código Omi, nomeado assim depois da posse do Imperador Tenji, foi completado por volta de 668 d.C.. Codificações posteriores ocorreram com a promulgação pela Imperatriz Jitō, em 689, do Código Asuka Kiyomihara, nomeada assim devido à localização da corte do Imperador Tenmu. O sistema ritsuryo foi depois consolidado e codificado em 701, sob o nome de Código Taiho, o qual, exceto por algumas modificações e por ser relegada para funções mais cerimoniais, permaneceu em vigor até 1868.
Muito embora o ritsufoi adotado do sistema chinês, o ryo foi reorganizado à maneira local. Alguns estudiosos afirmam que ele foi, em certa medida, baseado nos modelos chineses.
O Código Taiho fornecia um modelo confuciano com disposições penais (punições leves, ao invés de punições rigorosas) e uma administração central ao estilo chinês (Jingi-kan), o qual era devotado ao xintoísmo e aos rituais da corte, e o Daijō-kan, com seus oito ministros (para administração central, cerimônias, assuntos civis, casa imperial, justiça, assuntos militares, assuntos pessoais e tesouro). Apesar de que o sistema de serviço civil ao estilo chinês não foi adotado, uma universidade (大学寮, Daigaku-Ryō) foi fundada para treinar futuros burocratas baseando-se nos princípios confucianos. No entanto, a tradição logo contornou o sistema, visto que a descendência de aristocratas continuou a ser a principal exigência para uma posição social elevada, além de que, os títulos logo voltaram a ser hereditários novamente. O Código Taiho não abordou a soberania do mandatário. Algumas imperatrizes reinaram do século V ao VIII, mas depois de 770, a sucessão se restringiu aos homens, normalmente de pai para filho, apesar de às vezes o trono ser passado para o irmão ou tio.
Fujiwara no Fuhito, filho de Nakatomi no Kamatari, foi um dos que elaboraram o Taiho Ritsuryo. De acordo com o livro histórico Shoku Nihongi, dois dos dezenove membros do comitê responsável pela criação do Código Taiho eram monges chinese (Shoku-Shugen e Satsu-Koukaku). Os monges chineses também exerceram um papel importante como especialistas linguísticos e receberam recompensas duas vezes da Imperatriz Jito.

## Relações exteriores
De 600 a 659, o Japão enviou sete emissários para a China. Mas nos 32 anos seguintes, durante o período no qual o Japão estava formulando suas leis baseadas nos textos chineses, nenhuma missão foi enviada. Embora o país tenha cortado relações diplomáticas com a China, o Japão mandou 11 emissários para Silla, a qual é também citada no Nihon Shoki como tendo enviado embaixadores para o arquipélago japonês 17 vezes durante os reinados do Imperador Tenmu e Imperatriz Jitō. As classes dirigentes de Yamato e Baekje tinham relações cordiais, e, por isso, Yamato enviou sua marinha par ajudar Baekje, em 660 a 663, contra uma invasão de Silla e da Dinastia Tang (ver Batalha de Baekgang).
A cultura chinesa foi introduzida no Japão pelos Três Reinos da Coreia, antes que as embaixadas imperiais japonesas na China fossem estabelecidas. Apesar das missões continuarem e das relações estreitas que existiam durante o começo do período Kofun, a transformação do Japão devido às influências chinesas diminuiu. A Coreia mandou ao Japão monges como diplomatas. Como consequência, isso criou um efeito acidental com a ajuda militar japonesa em Baekje. Dois importantes monges coreanos chegaram no Japão em 595: Eji de Goguryeo e Eso de Baekje. Kanroku, que veio de Goguryeo foi um tutor do Príncipe Shotoku e o aconselhou politicamente. Quando o Japão se aliou com Baekje, monges de Goguryeo deixaram o Japão.
Em 660, um dos três reinos da Coreia, Baekje, foi tomada por Silla e a Dinastia Tang, da China. Consequentemente, um grande número de refugiados de Baekje migraram para o Japão. A Corte Imperial de Yamato aceitou a vinda da família real e dos refugiados. A família real de Baekje recebeu o nome de "Kudara no Konikishi" (百済王) pelo Imperador japonês.

## Introdução do Budismo
A introdução do budismo no Japão é atribuída ao rei de Baekje, Seong, em 538, expondo o país a uma nova doutrina religiosa. O clã Soga, uma família da corte japonesa que ganhou importância no reinado do Imperador Keitai por volta de 531 d.C., foi favorável a adoção do budismo e dos modelos culturais e governamentais baseados no Confucionismo chinês. Mas alguns na Corte de Yamato – como o clã Nakatomi, que era responsável por realizar os rituais xintoístas na corte, e o clã Mononobe, um clã militar – defendiam a manutenção de suas prerrogativas e resistiram à influência religiosa exterior do budismo. Os Soga introduziram políticas fiscais baseadas nos modelos chineses, estabeleceram o primeiro Tesouro Nacional e consideraram os reinos da Coreia como parceiros comerciais ao invés de territórios para expansão territorial. A animosidade continuou entre os Soga, os Nakatomi e os Mononobe por mais de um século, durante o qual o clã Soga temporariamente emergiu em posição ascendente. Na Reforma Taika, o Decreto de Simplificação dos Funerais foi editado e a construção de grandes kofuns (túmulos) foi banida. O decreto também regularizou o tamanho e o formato do kofun de cada classe. Como resultado, os kofuns mais modernos, apesar de menores, distinguiam-se por seus afrescos mais elaborados. Pinturas e decorações desses 'kofuns indicam a expansão do taoísmo e do budismo nesse período. O Kofun de Takamatsuzuka e o Kofun de Kitora são os mais famosos por suas pinturas na parede.
Como o início do período Asuka, o uso dessas elaboradas tumbas pela família imperial e a elite diminuiu por causa da popularização dos ensinamentos budistas, que enfatizavam a transitoriedade da vida humana. Pessoas comuns e a elite de regiões mais periféricas, entretanto, continuaram a usar o kofun até o final do século VII e tumbas mais simples mas diferentes continuaram a ser usadas no período seguinte.

## Influência do Taoísmo
O taoísmo também foi introduzido durante o período Asuka. Em meados do século VII, a Imperatriz Saimei construiu um templo taoísta no Monte Tonomine. As formas octogonais das tumbas dos monarcas dessa época e os mapas celestiais desenhados em Kitora e Takamatsuzuka também refletem a cosmologia taoísta. O Tenno (Imperador), o novo título do monarca japonês desse período, também deriva do Deus supremo do taoísmo, tenkō taitei (天皇大帝), o deus de Polaris.
Os ensinamentos taoístas foram mais tarde misturados com o Shinto e o budismo e instituíram novos tipos de rituais. O Onmyodo, um tipo de geomancia e cosmologia japonesa, é um dos produtos dessa mistura religiosa. Enquanto o período Asuka começou com o conflito de crenças religiosas entre os clãs, no final do período, as religiões importadas fundiram-se com os ensinamentos dos nativos japoneses.

## Arte e arquitetura

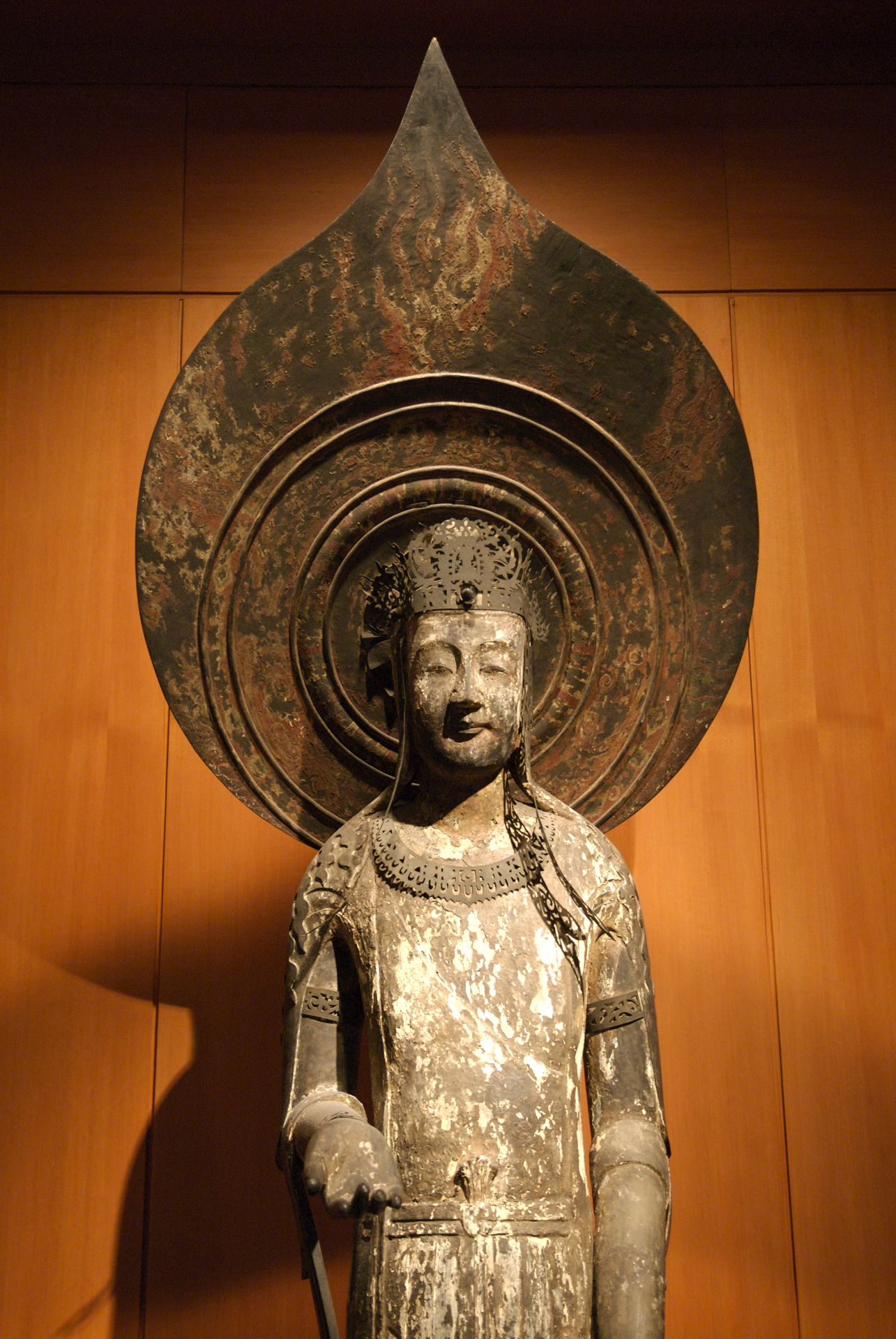
Réplica de Kudara Kannon no Museu Britânico.

### Cultura Asuka
Algumas estruturas arquitetônicas construídas no período ainda podem ser vistas. Construções de madeira em Horyu-ji, construídas no século VII, mostram algumas influências chinesas e de países Ásia ocidental. Por exemplo, o pilar do Horyu-ji é semelhante ao pilar do Parthenon, da Grécia Antiga, nos quais é possível ver a entasis. O pagode de cinco andares ([五重の塔] Erro: {{japonês}}: o texto tem marcação itálica (ajuda)) é uma adaptação da estrutura construída na Índia conhecida como estupa.
Pinturas murais nos kofuns de Takamatsuzuka e Kitora, que datam do século V, têm grande influência das pinturas de parede da Dinastia Tang e de Goguryeo.
Acredita-se que as esculturas budistas japonesas desse período seguiram o estilo das Seis Dinastias da China. As características das esculturas dessa época também são conhecidas como estilo Tori, que recebeu o nome do proeminente escultor Kuratsukuri Tori, neto do imigrante chinês Shiba Tatto. Algumas características do estilo incluem olhos amendoados e marcados e dobras simetricamente dispostas nas roupas. A característica mais visível e impactante dessas esculturas é a expressão de sorriso conhecida como sorriso arcaico. Kudara Kanon, em Horyu-ji, é a escultura budista mais importante do período.

### Cultura Hakuho
O segundo estágio da arte budista, que veio após o período cultural de Asuka, é conhecido como a Cultura Hakuho (白鳳文化) e começou com a Reforma Taika (646) e durou até a mudança da capital para Nara, em 710. Durante a segunda metade do século VIII, um grande número de canções e poemas foi composto e apresentado por várias pessoas para o Imperador. A coleção mais antiga desses é conhecida como Man'yōshū. Ele inclui trabalhos de alguns poetas renomados como a Princesa Nukata e Kakinomoto no Hitomaro. O Waka, que literalmente significa canção japonesa, também surgiu como uma nova forma de poesia nessa época. Ele foi concebido como um termo para distinguir os estilos nativos daqueles originários da China; Sob a égide da poesia Waka, um dos estilos mais populares é conhecido como tanka. Ele consiste em um total de 31 sílabas divididas em cinco linhas, com o padrão silábico 5/7/5/7/7.

## Eventos
- 538: O reino coreano de Baekje despachou uma delegação para introduzir o budismo no Japão.
- 593: Príncipe Shotoku é nomeado regente da Imperatriz Suiko e passa a promover o budismo com o clã Soga
- 600: O estado de Yamato envia a primeira missão oficial japonesa para a China desde 478.
- 604: O Príncipe Shotoku outorga uma constituição baseada no modelo chinês (Constituição dos dezassete artigos), baseada nos princípios confucianos e que inaugurou de facto o Império japonês.
- 607: O Príncipe Shotoku constrói o templo budista Horyuji, em Ikaruga.
- 645: Soga no Iruka e seu pai, Emishi, são mortos no Incidente Isshi. O Imperador Kotoku ascende ao trono e fortalece o poder imperial sobre os clãs aristocráticos (ver Reforma Taika), transformando seus estados em províncias.
- 663: A marinha japonesa foi derrotada pela aliança Silla-Tang na Batalha de Baekgang, falhando em recuperar Baekje.
- 670: O primeiro Koseki (registro de família) (Kogo-Nenjaku) foi compilado.
- 672: Príncipe Oama, depois conhecido como Imperador Tenmu, usurpou o trono ao ganhar a Guerra civil de Jinshin contra o Imperador Kobun.
- 689: O Código de Asuka Kiyomihara foi promulgado.
- 701: Código Taiho foi promulgado.
- 708: A primeira moeda japonesa, Wadōkaichin (和同開珎), foi produzida.